# DARVO
DARVO(Deny, Attack, and Reverse Victim and Offender의 약자)는 성범죄자 등 가해자가 자신의 행위에 대해 책임을 묻는 반응으로 나타나는 반응이다. 일부 연구자들은 이것이 심리적 학대자의 일반적인 조작 전략이라고 지적한다.
약어에서 알 수 있듯이 관련된 일반적인 단계는 다음과 같다.
1. 학대자는 학대가 일어난 적이 없다고 부인한다.
2. 증거가 제시되면 가해자는 자신의 행동에 대해 가해자에게 책임을 묻기 위해 학대당한 사람(및 그 사람의 가족 및 친구)을 공격한다.
3. 가해자는 그 상황에서 자신이 실제로 피해자라고 주장함으로써 피해자와 가해자의 입장을 뒤바꾼다. 피해자 역할을 하는 것뿐만 아니라 피해자를 비난하는 일도 포함되는 경우가 많다.

## 같이 보기
- 악어의 눈물
- 가스라이팅
- 피장파장의 오류
- 전략적 봉쇄소송